# Rîbcea, Kremeneț
Rîbcea (în ucraineană Рибча) este un sat în comuna Katerînivka din raionul Kremeneț, regiunea Ternopil, Ucraina.

## Demografie
Componența lingvistică a localității Rîbcea
     Ucraineană (98,97%)
     Rusă (1,03%)
Conform recensământului din 2001, majoritatea populației localității Rîbcea era vorbitoare de ucraineană (98,97%), existând în minoritate și vorbitori de rusă (1,03%).